# Суперкубок Вірменії з футболу 2002
Суперкубок Вірменії з футболу 2002 — 5-й розіграш турніру. Матч відбувся 9 травня 2002 року між чемпіоном Вірменії Пюніком та володарем кубка Вірменії клубом Міка.
| Володар Суперкубка Вірменії 2002 |
| -------------------------------- |
|                                  |
| Пюнік Перший титул               |

## Матч

### Деталі
| 9 травня 2002 |

| Пюнік                    | 2:1      | Міка       |
| ------------------------ | -------- | ---------- |
| Восканян 76' Білібіо 86' | Протокол | Буланов 3' |

| Республіканський стадіон імені Вазгена Саркісяна, Єреван |